# Memini
Memini is een historisch motorfietsmerk.
De bedrijfsnaam was Motocicli Memini, Torino.
Menimi was een kleine Italiaanse fabriek die slechts korte tijd (in 1946 en 1947) op de markt was met 123 cc tweetaktjes.